# Arco Real Sagrado

O Triplo T.
(Grande Emblema do Arco Real Sagrado)

O Sagrado Arco Real é um grau da Maçonaria. Ele está presente em todos os principais sistemas maçônicos, embora, em alguns, ele seja uma parte da "predominância da Maçonaria" e, em outros, seja um "elemento adicional".
Nos Estados Unidos, o Arco Real faz parte do sistema do Rito de York dos diplomas complementares. Na Inglaterra, é um grau "autônomo/independente", mas o objetivo final, sendo definida como parte da "antiga Maçonaria pura" juntamente com os três graus da Arte; um candidato só poderá ser exaltado num capítulo do Arco Real Inglês se for um Mestre Maçom, durante quatro semanas ou mais. Na Escócia, o candidato também deve ser um Mestre Maçom da Marca, um grau que pode ser conferido no capítulo, se necessário. Uma vez exaltado um candidato, este torna-se um Companheiro, com as reuniões do Arco Real sendo descritas como uma convocação.
A origem exata do Arco Real é desconhecida, exceto, que remonta meados dos anos de 1700.

## História
A história precisa do Arco Real é obscura, mas, a partir de documentação histórica, pode ser mostrado que o Arco Real existiu em Londres, York e Dublin na década de 1730. Naquela ocasião, o grau era um apêndice do grau de Mestre Maçom, embora a fraternidade maçônica, tanto a Antiga como a Moderna, tenha pontos de vista diferentes ao longo do tempo sobre o Arco Real.
Os Antigos consideram o Arco Real como um quarto grau e conferiu-o como tal, juntamente com vários outros graus dentro de suas Lojas, sustentando que uma Carta da Loja ou Autorização possua os poderes para realizar qualquer trabalho maçônico.
Os Modernos, no entanto, consideram o Arco Real como trabalhos separados dos "trabalhos" da Maçonaria e, logo em 1766, constituíram o Capítulo do Grande Arco Real de Jerusalém, antepassado do atual do Supremo Grande Capítulo.

### O Primeiro Grande Capítulo
Registros antigos indicam que os membros do AR (Arco Real) da Primeira Grande Loja de Inglaterra formaram o primeiro Grande Capítulo, assinando a Carta dos compactos, na sua reunião em 22 de julho de 1766. O Excelente Grande Capítulo e o Grande Capítulo Real do Arco de Jerusalém compõem o primeiro Grande Capítulo do mundo.

### O Capítulo mais antigo
De acordo com o Supremo Grande Capítulo da Inglaterra, o capítulo mais antigo do Arco Real maçônico, é o capítulo da Amizade n. 257 (número original 3), em Portsmouth, autorizado em 1769. [carece de fontes?]

## Ordens e Graus
O Arco Real é afiliado a muitas constituições diferentes em todo o mundo, muitos dos quais, de ênfases diferentes da ordem.
- Inglaterra, Europa e Oceania: O Arco Real é obrigado a ser patrocinado por uma Loja que possua o mesmo número (e em quase todos os casos o mesmo nome), porém, o AR é uma Ordem separada dos "trabalhos" maçônicos. O Supremo Grande Capítulo do Arco Real é governado a partir da sede da Grande Loja Unida da Inglaterra, mas a administração continua a ser diferente - embora muitos dos oficiais da Grande Loja exerçam o cargo equivalente na Grande Capítulo. Nestes países, a Ordem do Arco Real é constituída por um único "grau do Arco Real", embora haja três cerimônias relacionadas, uma para a instalação em cada um dos presidentes dos três mandantes. Como compromisso, a união das duas Grandes Lojas rivais, em 1813, (uma dos quais considerava o Arco Real um 'Quarto Grau', enquanto a outra quase totalmente o ignorava). A Maçonaria Inglesa do Arco Real é reconhecida como parte da "Antiga Maçonaria Pura", apesar de o próprio Arco Real afirmar que não era um grau adicional, senão apenas a "conclusão do terceiro grau". No entanto, esta foi apenas uma posição de compromisso, e uma que estava em oposição à prática maçônica normal e, consequentemente, em 10 de Novembro de 2004 (depois de muita deliberação por um grupo de trabalho especial), o Grande Capítulo (em sua sessão ordinária em Londres) anulou este compromisso de posição, e declarou que o Arco Real passara a ser um grau distinto por direito próprio, ainda também se referisse à progressão natural do terceiro grau. Palavras no ritual, a defender a posição anterior de compromisso, foram removidas por uma regulamentação obrigatória.
- Escócia:  O grau é conferido em um Capítulo do Arco Real, que está dentro de uma estrutura administrativa totalmente diferente (Supremo Grande Capítulo do Arco Real da Escócia). Devido a uma diferença no ritual, o maçom do Arco Real que tiver sido exaltado na Inglaterra não poderá assistir aos capítulos do Arco Real Escocês sem completar a cerimônia de exaltação também na Escócia. Antes de receber o Grau do Arco Real, o candidato deve ter, primeiro, o Grau de Marca e o Grau de Excelente Mestre. No entanto, nesses graus, na Escócia, poderão assistir o capítulo na Inglaterra, ou mesmo qualquer Capítulo, desde que seja em Amizade.
- América: Nos Estados Unidos, o Arco Real constitui um dos graus dentro do Capítulo do Arco Real, o primeiro sub-corpo do Rito de York.

## Estrutura Organizacional
O Arco Real não confere nenhum grau de antiguidade dos seus membros em relação a outros Mestres maçons.

### Capítulos
Na Inglaterra, os Capítulos são agrupados como uma área metropolitana ou Províncias (com base nos Conselhos de contagem), os Capítulos estão agrupados em Distritos, Metropolitanos, Províncias e no Grande Capítulo de Distritos, que são governados por um Grande Superintendente, nomeado pelo Primeiro Grande Principal como seu representante pessoal para cada área específica. Os Capítulos são governados por três diretores que, conjuntamente, governam o Capítulo e o Grande Capítulo, que é governado por três dirigentes: um Pro Primeiro Grande Principal, quando o Primeiro Grande Principal for o Príncipe Real.

### Diretoria do Capítulo
Além dos três mandantes, muito idênticos com as Lojas de "trabalho", o Capítulo do Arco Real elege e nomeia funcionários com responsabilidades individuais dentro do Capítulo.

#### Principais regras
- Zorobabel - Príncipe de Jerusalém
- Ageu - o Profeta
- Josué - o Grande Sacerdote (também conhecido como Josias nos Capítulos em Bristol e Irlandeses)

### Outros oficiais
- Esdras
- Neemias
- Forasteiros